# 箭杆鰻
箭杆鰻為輻鰭魚綱鰻鱺目通鰓鰻科箭杆鰻屬的其中一種，該物種分布於中西大西洋加勒比海東部海域，屬深海魚類，棲息深度385-425公尺。